# Folke Rogard
Bror Axel Folke Per Rogard, originalmente Axel Rosengren, (Parroquia Hedvig Eleonora, Estocolmo, 6 de julio de 1899- parroquia Oscar, Estocolmo, 11 de junio de 1973) fue un abogado sueco, jugador y organizador de ajedrez.
Nació en Estocolmo, con el apellido Rosengren, y se tituló como abogado con ese nombre. Después de que un miembro de la familia fuera acusado de robo, cambió su nombre a Rogard y cortó todos los lazos con su familia.
Rogard jugaba al ajedrez a nivel de tercera categoría.

## Etapa en la FIDE
Rogard fue vicepresidente de la FIDE entre 1947 y 1949, y luego sucedió a Alexander Rueb como presidente entre 1949 y 1970, cuando fue sucedido por Max Euwe.
Entre 1947 y 1964 también fue presidente de la Federación Sueca de Ajedrez. Fue presidente de la Federación Nórdica de Ajedrez durante dos mandatos (1947-1948 y 1957-1959). La FIDE le concedió a Rogard el título de árbitro internacional en 1951. Hablaba cinco idiomas.
Durante sus períodos como dirigente de la FIDE y la federación sueca, logró que muchos eventos de ajedrez de alto perfil se celebraran en Suecia; por ejemplo cuatro torneos Interzonales: Saltsjobaden 1948 (ganado por David Bronstein), Estocolmo 1952 (ganado por Aleksandr Kótov), Gotemburgo 1955 (ganado por Paul Keres) y Estocolmo 1962 (ganado por Bobby Fischer). La Olimpiada de Ajedrez de Estudiantes de 1956 se llevó a cabo en Upsala y fue ganada por la Unión Soviética. El campeonato mundial juvenil de ajedrez de 1969 se celebró en Estocolmo y fue ganado por el futuro campeón mundial Anatoli Kárpov. El encuentro de Candidatos de 1968 entre los grandes maestros Boris Spassky y Bent Larsen se llevó a cabo en Malmö y ganó Spassky. Gotemburgo también fue sede del Congreso de la FIDE de 1955.

## Vida personal
Se casó por primera vez en 1921-1934 con Greta Santesson (1898-1999), hija de Henrik Santesson, y tuvo una hija, Monica en 1923. La segunda vez en 1934 con la doctora Elisabeth Berg-Bügler (1905-1997), se divorciaron en 1938. La tercera vez que se casó en 1938-1944 con la diseñadora de vestuario Gueye Rolf (1902-1973). La cuarta vez que se casó en 1944-1949 con la actriz Viveca Lindfors (1920-1995) y tuvo una hija, Lena en 1944. La quinta y última vez que se casó en 1965 con la corresponsal Ella Johansson (1920-2006).